# Estación de Calella
Calella es una estación de la línea R1 de Barcelona y Línea RG1 de Gerona de Rodalies Renfe ubicada en el municipio homónimo. Es cabecera de un servicio de la línea R1 que va por la mañana hacia Molins de Rey y cabecera de varios trenes con origen o destino Hospitalet durante todo el día.
La estación está situada junto a la playa, ya que la línea en ese tramo va junto a la orilla del mar.
Esta estación se encuentra en el primer tramo que se amplió de la línea del Maresme antes de que se construyera la línea Barcelona-Portbou por el interior. Ahora ya sólo soporta tráfico de cercanías.
| << cabecera                                 | < estación      | línea         | estación >               | cabecera >>       |
| ------------------------------------------- | --------------- | ------------- | ------------------------ | ----------------- |
| Rodalies de Catalunya de Renfe              |                 |               |                          |                   |
| Molins de Rey1 Hospitalet                   | Sant Pol de Mar |               | terminal                 | terminal          |
| Molins de Rey1 Hospitalet                   | Sant Pol de Mar | Pineda de Mar | Blanes Massanet-Massanas |                   |
| Hospitalet                                  | Sant Pol de Mar | Pineda de Mar |                          | Figueras Port-Bou |
| 1. Sólo destino, un servicio por la mañana. |                 |               |                          |                   |

- Datos: Q8779454
- Multimedia: Calella train station / Q8779454